# Sekta
Sekta (z latinského secta — „směrnice, směr, dráha, filozofický směr, filozofická škola, politická
strana, frakce“, a to nejspíše ze slovesa sequi — „sledovat, následovat“, nebo méně pravděpodobně ze slovesa secare — „řezat, oddělovat“) je pojem často implicitně nebo explicitně negativního nebo i pejorativního významu, kterým většinová kultura nebo většinová společnost označuje menšinovou, obvykle náboženskou skupinu vydělenou z určitého směru (náboženského, politického nebo ideologického).

## Vymezení pojmu
Pojem „sekta“ je užíván většinou v souvislosti s náboženstvím a odborně se mu věnují teologie, religionistika, sociologie náboženství a psychologie náboženství. V rámci jejich odborných diskusí jde o pojem značně neustálený a jeho mnohoznačnost může vést snadno k nepochopení nebo k nespravedlivému odsuzování určité náboženské skupiny. Zejména mezi laickou veřejností bývá pojem používán pejorativně, i když původně pojem sloužil k označení (a stále tak může být vnímán) neetablovaných či neznámých skupin a hnutí. Pojem sekta je také etnocentristicky zatížený a staví na křesťanské tradici, kterou potom často aplikuje na jiná, neevropská nebo nekřesťanská náboženství.
Tradiční křesťanská teologie pojem používá například jako označení „specifické, trvající a odděleně organizované skupiny věřících, která odmítá zavedené náboženské autority, ale která si nárokuje věrnost autentickým prvkům víry“.
Doménou sociologie náboženství, ale také religionistiky je výzkum sekt jako náboženských skupin nebo organizací, které se nacházejí v relativním napětí s ostatní společností.
Psychologie se zabývá například vlivy určité skupiny na jednotlivce nebo psychopatologií ve vztahu k náboženství.[zdroj?] V rámci psychologie (ale i sociologie) se někdy používá vedle pojmu sekta také pojem kult. Ten označuje v kontrastu se sektou, vzniklou schismatem novou formu náboženské subkultury, která postrádá spojení se starší organizací a nemá odpovídající organizační strukturu, ale spoléhá na vedení charismatického vůdce. Právě v souvislosti s kultem se psychologie zaměřila na "autoritativní náboženské skupiny, které kombinují skupinové procesy s hypnotickými technikami, které mají za následek to co je nazýváno jako kontrola mysli".
V. Profant a I. Štampach podávají přehled čtyř odstupňovaných základních významů tohoto slova, jak je užíváno odborníky i laickou veřejností:
1. Náboženská skupina, která se oddělila od mateřské skupiny ve snaze zreformovat původní učení nebo praxi. V tomto smyslu bylo například celé křesťanství od počátku židovskou sektou.
2. Relativně malá a nová náboženská skupina, která se vymyká pojetí křesťanství, jak je zastupuje hodnotitel. V tomto smyslu mohou být za sektu označovány jak malé křesťanské církve, tak téměř všechny nekřesťanské náboženské skupiny.
3. Náboženská společnost, v níž převažují autoritářství, uzavřenost a další sektářské tendence (viz níže).
4. Náboženská společnost, která zneužívá svých členů a poškozuje je.[19]

V laickém užívání (k němuž patří i běžné užívání ve sdělovacích prostředcích) se jednotlivé významy slova „sekta“ vzájemně zaměňují a prolínají. V. Profant a I. Štampach proto doporučují místo mnohoznačného výrazu „sekta“ používat v prvním zmíněném smyslu výrazy jako „nové náboženství, nové náboženské hnutí, nová religiozita“, ve druhém významu „alternativní náboženství, alternativní náboženské hnutí, alternativní religiozita“, ve třetím významu konkrétně jmenovat, že určitá skupina, společnost, organizace či církev je „autoritářská, uzavřená, nesnášenlivá atd.“ a ve čtvrtém významu říci, že určitá skupina či organizace je výslovně „škodlivá, nebezpečná, zločinná atd.“, nebo použít výrazu „destruktivní kult“. Zároveň však nabádají k opatrnosti a zejména ve čtvrtém případě k důsledné presumpci neviny, protože skupin skutečně zařaditelných do této kategorie je velmi málo.

## Historie
Ve starověku označovalo slovo sekta (řec.hairesis, lat. secta) filozofickou školu. Pojem sekta v tomto smyslu používal například filozof Díogenés, když rozlišoval pojem následnictví (diadoche) a filozofické sekty. V učení Sexta Empirica se pojem hairesis objevuje ve smyslu koherentní a artikulované doktríny, která byla založena na principech rozumu a byla označením prestižním. V raném křesťanství začalo mít slovo haireisis a s ním také heterodoxie pejorativní význam a oba pojmy se nakonec staly synonymy. 
V judaismu bylo slovo haireisis nebo secta užíváno ve smyslu antické tradice. V 1. a 2. století pojem označoval stranu, která oponovala rabínům. Z hlediska judaismu byli potom první křesťané označováni jako sekta.
V Novém zákoně se pojem sekta objevuje několikrát, buď přímo nebo nepřímo v závislosti na překladu. Nepřímo jde například o Skutky 5:17, kde se hovoří o seducejské straně ("Ale velekněz a jeho stoupenci, totiž seducejská strana, byli naplněni závistí; chopili se apoštolů a vsadili je do městského vězení."). Přímo se pojem sekta uvádí například ve Skutcích 28:22, kdy jsou jako sekta označeni římskými Židy právě křesťané ("Ale rádi bychom slyšeli, jaké je tvé smýšlení, neboť je nám známo, že všude jsou proti této sektě.") nebo ve Skutcích 24:5, kde je Svatý Pavel označen za hlavu nazorejské sekty ("Shledali jsme, že tento člověk jako morová nákaza po celém světě vyvolává nepokoje mezi Židy a je hlavou nazorejské sekty.").
V době raného křesťanství a ve středověku, ať v rámci západního nebo východního ritu, existovala celá řada křesťanských sekt nebo herezí. K nejvýznamnějším patřili například albigenští, kataři, lollardi a další. V novověké době byli katolíky za sektu označeni protestanti (například jako "luteránská sekta") Pojem sekta používal také Martin Luther a označoval jím například papežence, mohamedány (muslimy), anabaptisty, kněze, jeptišky a mnichy.

### Mimoevropský svět
S pojmem sekta se lze setkat také v kontextu jiných společností a náboženství. Francouzský antropolog L. Dumont definoval indickou hinduistickou sektu ve vztahu s kastovní společností. Podle něj jde o náboženskou skupinu, která je primárně založena na zřeknutí se kastovního principu zasvěcenci stejné disciplíny spásy a nebo jí sekundárně založili laici pro které je jeden z těch co se zřekl náboženským guru. Indický sociolog A. M. Shah navrhuje vidět pojem sekta v indickém kontextu jako "strukturální princip společnosti jako takové spíše než jenom náboženství."  Podle něj hinduismus slovo používá v náboženském smyslu ve spojení se třemi pojmy ze sanskrtu - mārg (doslova stezka nebo cesta), panth (cesta) a sampradāya (tradice předávaná z učitele na žáka). Podle Shahova názoru jsou zejména pojmy panth a sampradāya používány hinduistickou tradicí ve smyslu slova sekta v posledních 200 letech i přesto, že slovo je křesťanského původu. Slovo sekta se dostalo obdobně jako jiná anglická slova indickou konotaci, jak tvrdí. Například novozélandský historik a teolog W.H. McLeod ale slovo sekta jako pojem se západními konotacemi pro indický kontext odmítl.
Podobně jako křesťanství zná islám jevy jako heterodoxie, hereze nebo sekta. Pro jejich označení potom užívá různé pojmy. Slovo  'ta'fa'  označuje malou skupinu oddělenou od větší a samotné slovo se objevuje v Koránu. Slovo bid'a se používá k obecnějšímu označení náboženské inovace, která nebyla vyzkoušena v časech proroka Mohameda. K označení hereze a heretika je islám závislý na původně křesťanských slovech - hartaqa a hurtoqi. Vedle toho ale má také slovo zindiq, které označovalo manicheisty a další dualisty. 

## Sociologický význam
Sekta jako náboženská organizace byla vymezená Ernstem Troeltschem v kontrastu s církví (tzv.typologie církev-sekta). Zatímco církev je definována jako konzervativní typ náboženské organizace zaručující společnosti stabilitu, sekta je spíše zaměřená na vnitřní dokonalost a vůči společnosti a státu může mít indiferentní nebo i nepřátelský vztah. Často rekrutuje svoje členy z nižších sociálních vrstev. Pro sektu je typické, že se jedná o dobrovolnou asociaci, jejíž členové musí prokázat kvalifikaci k tomu stát se jejími členy například pomocí zkušenosti konverze, znalostí doktríny či osobní zásluhou. V případě nedodržení pravidel a standardů dochází k vyloučení nebo exkomunikaci členů. 
E. Troeltsch si dále všiml toho, že z hlediska církví jsou sekty považovány za odpadlé od pravé nauky, zatímco sekty se naopak považují za pravé reprezentanty původní, nezkažené církevní nauky.  Podle Sage Dictionary of Sociology sekta představuje radikální výzvu církvi i celé širší společnosti, odmítá hierarchickou dělbu práce typickou pro církev. V té je diferencovaná skupina kněží, kteří slouží bohu i za ostatní, méně zbožné členy společnosti a církve. Naopak sekta vyžaduje zbožnost po všech svých členech a nerozlišuje mezi laiky a kněžími. Obě organizace, jak církve tak sekta, si přitom nárokují výlučné vlastnictví spasitelské pravdy, čímž se odlišují od dalších dvou typů náboženských organizací jako jsou vyznání a kult.
Například Rodney Stark ve své sociologicky orientovaném pojetí sekty definuje sektu jak náboženskou skupinu, která "žije v  relativním napětí s ostatní společností, (a) která má dřívější vztah k nějaké náboženské organizaci a byla založena členem, který ji opustil."
Sekta obvykle zdůrazňuje rovnostářské ideály mezi svými příznivci a od svých členů očekává aktivní participaci, konformitu a osobní zainteresovanost. R. Stark a W. Sims Bainbridge uvádějí typologii T.O'Deaa podle které jsou ideálně-typické atributy sekty následující:
- oddělení od společnosti, odchod nebo vzdor světu s jeho hodnotami,
- výlučnost postoje a sociální struktury,
- důraz na zkušenost konverze, předcházející členství,
- dobrovolné členství (na základě vlastního rozhodnutí),
- duch regenerace,
- postoj etické přísnosti, často asketického charakteru.[41]

Další možnost jak chápat sektu a církev navrhl například B. Johnson, když obě definoval na základě charakteru jejich vztahu ke společnosti či světu jako "náboženskou skupinu, která akceptuje sociální prostředí, ve kterém existuje", zatímco sekta je podle něj "náboženská skupina, která odmítá sociální prostředí, ve kterém existuje."
Podle amerického teologa a etika H.R. Niebuhra není sekta fixovaným, statickým jevem, ale jevem, který podle něj existuje pouze v první generaci. Poté se proměňuje v církev, a tím i náboženskou konfesi či denominaci.Podle Niebuhra sehrávala v tomto procesu roli řada aspektů jako menší oddanost nové generace víře, otázka sociální mobility a ekonomického postavení členů, které postupně zmírňují konfliktní postoje ke světu nebo otázka byrokratizace.
J.Milton Yinger se pokusil klasickou typologii rozpracovat a odlišil celkem šest různých druhů náboženských organizací (kult, sekta, institucionalizovaná sekta, denominace, církev a univerzální církev). V rámci této typologie a s ohledem k pojmu sekta potom posuzoval stupeň exkluzivity a selektivity členství, míru odmítání nebo přijímání sekulárních hodnot a společenských struktur a konečně způsoby organizace, byrokracie a rozvoje národní struktury.
Typologie církev-sekta byla a je kritizována. Mnozí její kritici tvrdí, že některé prvky tvořící jednotlivé typy náboženské organizace nejsou spoluspojené nebo nutně nekorelují. Přesto ale řada sociologů považuje tuto typologii za vhodnou. Troeltschovská dichotomie církve a sekty byla, jak uvádí studie Lorne D. Dawsonové, rozpracována například britským sociologem Bryanem R. Wilsonem, která sekty rozděluje s ohledem k weberovskému vidění náboženství podle jeho manifestované funkce a cesty ke spáse. Wilson hovoří například o konversionalistických sektách (např.Armáda spásy, Pentecostalisté), které považují za zlo instituce a svět a považují za řešení hlubokou vnitřní změnu sama sebe. Sekty , které vidí možnost spasení v nějakém nadpřirozeném činu nazývá jako revolucionalistické (např. Svědkové Jehovovi). Celkem Wilson rozdělil celkem 7 druhů sekt ( vedle prvních dvou jsou to introversionistické, manipulační, taumaturgistické, reformistické a utopické).  Sám Wilson ale připomenul, že pojem sekta, ačkoliv je široce užívaný nejen odborníky ale velmi volně také laickou veřejností, neodpovídá diverzitě současných požadavků na tento pojem především ve vztahu k novým náboženským hnutím. 
Sociolog James A. Beckford podrobil sociologické pojetí sekty bližší analýze, ve které například připomněl, že samotné užití slova sekta znamená, že sociologie předpokládá vztah ke standardům normy, ze které pojem sekta vzniká. Přesněji řečeno, pojem sekta v sociologické tradici existuje v závislosti na pojmu církev. Samotná typologie sekta-církev potom podle Beckforda vychází z lidových stereotypů a předsudků více než sama připouští.

## Negativní významy a užití pojmu
Pojem sekta může mít často také negativní význam nebo užití. Například Zdeněk Vojtíšek shrnuje, že užití slova sekta mimo sociologickou nebo společensko-vědní oblast má hned několik negativních konotací s ohledem na konkrétního mluvčího. Mezi křesťany různého vyznání může sekta znamenat negativní označení různých nepravověrných skupin. V rámci sekulárního veřejného diskurzu je sekta spojována například s např. vymýváním mozků a podobně. Jak Vojtíšek dále připomíná, negativní význam slova sekty byl na veřejnosti zvláště posílen po listopadu 1978, kdy došlo k organizované sebevraždě a vraždě celkem 913 členů náboženské skupiny Svatyně lidu. Autor dále shrnuje, že odborné diskuze na tuto situaci reagovaly dvěma způsoby. První z nich se zaměřil na co nejpřesnější a neutrální definici pojmu sekta. Druhý naopak považuje pojem sekta za natolik problematický, že místo něj navrhuje používat alternativní pojmy jako jsou například pojmy kult nebo nové náboženské hnutí. Podle německého religionisty R. Hummela definuje pojem sekta "vztah nynějšího většinového náboženství popř. většinové kultury k odštěpené organizované menšině."  To znamená, že pojem sekta má vztahový a nikoliv deskriptivní (popisný) význam, jak argumentuje Vojtíšek. Podle jeho mínění má pojem sekta i v tomto relačním (vztahovém) smyslu (tedy jako de facto přirozeně negativní vztahu mezi většinou a náboženskou menšinou) v rámci sociologie náboženství, religionistiky a psychologie náboženství svoje místo. Řešením tak má být tento pojem v odborné debatě osvětlit a vysvětlit, navrhuje Vojtíšek.

Také další český religionista David Zbíral považuje označení sekta za silně ideologicky a emocionálně zatížené. Religionistika nebo sociologie náboženství se proto označení sekta pokud možno vyhýbají. Podle Zbírala naopak antikultovní hnutí těží ve své argumentaci z ideologického zatížení slova sekta. 

## Otázka nebezpečí sekt
Od šedesátých let dvacátého století byly jako sekty označovány organizace, které členům údajně vymývají mozek.
Jak ale argumentuje Z. Vojtíšek, teorie o vymývání mozků byla v rámci odborných diskuzí opuštěna na přelomu 80. a 90. let 20. století. Konstatuje, že překvapivé konverze mohou být vysvětleny pomocí zákonitostí sociálního vlivu.
Dalším zdrojem byl ale i vznik nových náboženských hnutí ve složité době po druhé světové válce, zvláště na Západě a v USA. Nová náboženská hnutí obvykle nabízela způsob života alternativní vůči výkonnostní ekonomice (tzv. americký sen) a éře rozmachu. Nezřídka s inspirací z východních tradic pak vznikala hnutí jako Transcendentální meditace, Haré Kršna, Osho a další, vznikla i řada radikálních křesťansky orientovaných společenství (např. Církev sjednocení, Svatyně lidu Děti Boží, Dvanáct kmenů a mnohá další). Došlo tak k jistému kulturnímu střetu, kdy nová náboženská hnutí se vymezovala vůči společenské kontrole nebo konformismu (a s požadavkem svobody, právě po 2. světové válce) a většinová společnost reagovala ostražitostí vůči novým hnutím.
Četná antikultovní hnutí upozorňují na údajné manipulace členů sektami dodnes. Mají prý způsobovat závislost členů na sektě, zmocňovat se jejich majetku nebo podstatné jeho části a zneužívat práce členů.
Další autoři vidí otázku vymývání mozku a psychologické manipulace v souvislosti se sektami za problematickou. Například Global Dictionary of Theology konstatuje, že je otázkou jak od sebe přesněji odlišit vymývání mozku a další sociální aktivity s cílem změnit chování jednotlivce (jako např.reklama nebo běžné školní vzdělání). Vedle toho připomíná, že vymývání mozků se stalo stereotypem v rámci antikultovních hnutí.
Vliv mediálních obrazů nových náboženství podrobil analýze například sociolog James A. Beckford,  Argumentuje, že mediální obraz hraje významnou roli například pro lidi angažované v antikultovním hnutí kvůli svým příbuzným. Média mají podle něj tendenci portrétovat nová náboženská hnutí jako kontroverzní, což napomáhá generovat konflikt, který je zde podle něj leitmotivem. Také například Richardson a Introvigne ve své další studii podtrhli vztah mezi antikultovní ideologii a teorií o vymývání mozků v rámci evropské legislativní debaty o náboženských sektách a kultech.
Součástí tohoto problému je také otázka terapie sektami postižených, která je nazývána výstupové poradenství. Výstupové poradenství je v České republice známo především díky někdejšímu deprogramátorovi Stevenu Hassanovi. Hassan používá termín výstupové poradenství proto, aby se mohl distancovat od často nelegálního deprogramování, i když není příliš jasné, jaký by měl být mezi oběma pojmy rozdíl, jak argumentuje Vojtíšek.

## Charakteristiky sekty
Společenskovědní výzkum vidí charakteristiky sekty například s ohledem k podobnému pojmu, kterým je kult (cult). Například van Briel a Richardson (1988) nabídli shrnutí dosavadního pojetí obou pojmů v odborné literatuře:
| charakteristiky                                        | sekta                                                                                         | kult |
| ------------------------------------------------------ | --------------------------------------------------------------------------------------------- | --- |
| institucionalizace                                     | minimální nebo mírná, marginální skupina                                                      | minimální, marginální skupina                                                                           |
| velikost                                               | většinou malá, může být větší                                                                 | malá |
| složení členství                                       | konverze zaměřena na dospělé, rodina je základní jednotkou                                    | dospělí                                                                                                 |
| způsoby socializace                                    | hodnoty předány nové generaci                                                                 | malý zájem o socializaci dětí                                                                           |
| sociální kontrola                                      | vysoký stupeň                                                                                 | nízký stupeň                                                                                            |
| vstup do skupiny                                       | dobrovolný                                                                                    | dobrovolný                                                                                              |
| vyloučení                                              | exkomunikace v případě nedodržování doktrín nebo přestoupení pravidel                         | vyloučení skoro nemožné                                                                                 |
| orientace vůči světu, vnímání světa                    | deviantní, etická orientace na svět, svět je rozdělen na dobro a zlo, apolitičnost            | deviantní, indiferentní ke světu z hlediska etiky, tolerantní, apolitičnost                             |
| příčiny existence                                      | hospodářská deprivace                                                                         | psychická deprivace                                                                                     |
| způsob vzniku                                          | schizmatem                                                                                    | neschizmatický                                                                                          |
| doba existence                                         | většinou obecně krátká                                                                        | většinou obecně krátká                                                                                  |
| organizační struktura                                  | hierarchická                                                                                  | amorfní, volně strukturovaná, mizící                                                                    |
| náboženské vedení                                      | neprofesionální řízení, kněžství představitelné                                               | charismatické vedení, kněžství odmítnuto                                                                |
| třídní orientace                                       | nižší vrstvy                                                                                  | vyšší vrstvy                                                                                            |
| časová orientace                                       | minulost                                                                                      | současnost nebo budoucnost, ahistoričnost                                                               |
| představy o sobě/ představy o jiných                   | elita, vyvolenost, nároky na jedinečný status, vědomí výlučnosti                              | eklektické, polymorfní, individuální vědomí, mnoho cest k pravdě, široké a tolerantní                   |
| vztah k dominantní kultuře                             | v opozici ale vychází z dominantní tradice                                                    | inspirace mimo dominantní kulturu a tradici                                                             |
| systém víry                                            | zdůrazňuje některé prvky tradiční náboženské kultury                                          | mystický systém víry                                                                                    |
| symbolické chování                                     | zájem o dogma a ritus                                                                         | dogma a ritus odmítnuty, důraz na extatický náboženský prožitek                                         |
| psychologický výhled                                   | psychologie persekuce, pesimismus, konfliktní vědomí                                          | optimismus a psychologie úspěchu                                                                        |
| cíl skupiny                                            | skrze osobní perfekcionismus v perfektním, morálním společenství ve světě podle božího obrazu | čistě osobní osvícení, růst a spása atd.                                                                |
| interakce se světem, vnějškem, kulturou a náboženstvím | izolující, jiná členství mimo skupinu nepovolena, kompletní příslušnost                       | izolující tendence, ale další členství v jiných (filozofických/náboženských) společenstvích se objevují |

Ivan O. Štampach upozorňuje, že jednoznačné určení, co je, a co není sekta, je problematické, a že je proto vhodnější hovořit o sektářství a sektářských tendencích. V návaznosti na psychiatra Prokopa Remeše formuluje čtyři konstitutivní znaky sektářství:
- autoritativní řízení, podřizování členů skupiny moci vůdce
- fundamentalismus, tedy úzkoprse dogmatický vztah k vlastnímu učení či pramenům
- uzavřenost vůči světu, přinejmenším ideová, ale v mnoha případech fyzická
- selekce informací, ať směrem ze světa vůči členům skupiny, tak ze skupiny vůči světu.[70]

V neobecnější rovině je možné setkat se znaky sekt jako jsou například přísná pravidla, sankce za jejich nedodržení, silná autorita vůdce, uzavřenost vůči okolnímu světu a omezená komunikace s ním, dále pak fanatičnost přívrženců a pocit jejich výlučnosti. Sekty často projevují radikální tendence. Tyto znaky ale vyjadřují jen jednu z mnoha významových rovin pojmu sekta.
V. Profant a Ivan O. Štampach odlišují několik významových rovin a z nich vyplývajících charakteristik nebo znaků pojmu sekta. Na prvním místě se jedná o náboženskou společnost, která chce reformovat nauku nebo praktiky větší a starší náboženské organizace. Jak dodávají, řada současných etablovaných církví vznikala jako sekta (včetně křesťanství). Další význam se váže k relativně novým náboženským společnostem, které stojí buď mimo křesťanství nebo mimo obecně preferované pojetí křesťanství. Dále jsou jako sekta charakterizovány "Náboženská společnost, v níž převládají tendence k autoritářství, uzavřenosti, fanatismu, nesnášenlivosti, selekce informací apod." a konečně také náboženské společnosti, které "svým stoupencům škodí obvykle tzv. vymýváním mozků...a náboženské společnosti s násilnými popř. vraženými nebo sebevražednými tendencemi."  Jak dodávají, při konkrétním hodnocení nějaké náboženské organizace jako sekta je nutné počínat si s opatrností a pokud možno objektivně s ohledem na možné právní problémy, ohrožení dobrého jména atp. Dále připomínají, že užití slova sekta se často může týkat alternativních, netradičních a atypických náboženských skupin, jež by mohly být ve skutečnosti přínosem pro společnost a slouží tak k jejich společenské marginalizaci.

## Problém sekt v kontextu antikultovního hnutí
Významným aspektem celé problematiky sekty je otázka antikultovních hnutí (anti-cult movements), které vznikaly v USA od 70. let 20. století v souvislosti s některými excesy náboženských skupin. Antikultovní hnutí se na rozdíl od akademického studia náboženství staví do role arbitra, který určuje, která náboženská orientace je normální a která deviantní a používá přitom zdánlivě vědecký jazyk s implicitní nebo explicitní ideologicko-náboženskou orientací. Podle Dušana Lužného patří k základním projevům antikultovní argumentace právě užití pojmů kult, respektive v českém prostředí sekta a jejich asociování s projevy jako jsou vymývání mozků, psychická manipulace, představa nahrazení "skutečného Já" novým "kultovním Já", pojetí členství v sektě jako nemoci, kterou lze terapeuticky léčit atp. Antikultovní hnutí má podle něj tendenci k myšlenkové totalitarizaci světa, která "se snaží bojovat proti diferentnosti náboženského života" a má konzervativní charakter. Lužný naproti tomu argumentuje, že "Smyslem religionistiky není rozhodovat, které náboženství je správné či pravdivé, ale vytvářet výkladové schéma, které umožní začlenit zkoumané jevy do širších sociálních a kulturních souvislostí. Religionistika není arbitrem ve sporu." Obecně můžeme sledovat spektrum přístupů od deprogramování až po poradenskou činnost.

## Citáty
Pokoušíme-li se zacházet s pojmem kvality, činíme to pouze ve smyslu otázky, jak se ta která náboženská skupina chová k svým jednotlivým příslušníkům. Pokud jsou tito příslušníci oklamáváni, manipulováni, citově vydíráni, vedeni k nekritické poslušnosti a k závislosti, která v extrémních případech může znamenat až ohrožení jejich zdraví či života, považuje se za společensky nutné označit takové náboženské skupiny za málo kvalitní a varovat před nimi. Ty skupiny, které jsou kvůli svému jednání vůči jednotlivcům viděny jako škodlivé, nebezpečné či zneužívající své příslušníky, bývají označovány slovem sekty.
Zdeněk Vojtíšek, sekty.cz
Slovo sekta je v podstatě nadávka.
Zdeněk Vojtíšek, 16. března 2000, seminář klubu českých skeptiků Sisyfos, Akademie věd ČR